# Ренньо
Ренньо (蓮如, 25 лютого 1415 — 25 березня 1499 ) — японський чернець, 8-й очільник буддистської секти Дзьодо-сінсю та голова (моншу) монастиря Хонґан-дзі періоду Муромачі.

## Життєпис
Був сином 7-го голови (моншу) буддистської секти Дзьодо-сінсю. Про мати нічого не відомо. Знано, що вона була з незнатного роду. У 1421 році Дзонньо розлучив Ренньо з матір'ю. У Ренньо виник конфлікт з мачухою Ниоенні, яка намагалася зробити спадкоємцем секти свого сина Оґена. Проте завдяки дядькові Ниодзьо, Ренньо обрано спадкоємцем Дзонньо. У 1457 році після смерті батька він очолив Дзьодо-сінсю.
Тоді ж Ренньо розпочав активну роботу як місіонер у провінції Омі задля сприяння підвищенню добробуту секти. Проте просування ідей секти Дзьодо-сінсю ображало ченців найстаріших храмів секти Тендай, і Ренньо був змушений тікати в провінцію Омі, коли був атакований ченцями Енрякудзі у 1465 році. У 1469 році перебирається до провінції Канто.
У 1471 році Ренньо знову був вимушений тікати. Він вирушив до Йосідзакі, де побудував храм, що привернув безліч послідовників. Ідеї Ренньо багато в чому призначалися для селян, які пізніше формують секту Ікко-ікки. Ренньо був пацифістом, проте, визнаючи небезпеку для своїх послідовників і їхніх храмів від інших релігійних секттаі від даймьо, він підтримував зміцнення храмів і навчанням Ікко-монті (послідовників) військової справи.
У 1475 році він повернувся до Кіото і створює нові храми, а так само нову базу секти — монастир Ямасіна Хонґандзі Мідо. В цей же час Ренньо встановив нову форму літургії (гонґьо), включаючи елементи, які стануть основою Хонґандзі-сінсю буддизму. Він також переписав безліч буддійських текстів у кана, роблячи тексти більш доступними для звичайної малограмотної людини.
У 1496 році Ренньо віддалився до сільського району річки Едо, де звів келію. Ця область була відома як «о-дзака» («великий схил»). Його невелика келія швидко виросла в храм і наповнилася послідовниками. Вже до часу смерті Ренньо у 1499 році цей комплекс споруд став відомий як монастир Ісіяма Хонґандзі, який виявився найбільшим укріпленим монастирем в японській історії.
Велика була значимість Ренньо у вченні Сінран. Його пасторальні листи відомі як «Гобун се» або «Офумі», часто прочитувалися вголос під час проповідей. У той же час були і розмови щодо правильності політики Ренньо. З одного боку, Ренньо організував Сінсю в послідовну структуру — перевів вчення Сінран на більш просту мову і розвивав просту літературу. З другого боку, Ренньо впроваджував в Сінсю деякі елементи, що відносяться до доктрини конкурента Сейдзан Дзьодо і також допускав віру в сінто-камі (богів з синтоїзму) більшою мірою, ніж це було характерно для Сінран. Разом з тим без зусиль Ренньо секта Дзьодо-сінсю майже напевно була б зруйнована та поглинена іншими сектами. Послідовники записували проповіді та висловлювання Ренньо, що увійшли до збірки «Ґойтідай Кікаґаку» («Запис почутого»).
Рух Ікко-ікки (послідовників Дзьодо-сінсю) збільшило свій вплив в провінціях Каґа і Етідзен і ставало все більш некерованим. У 1488 році вони витіснили губернатора провінції Каґа на ім'я Тогасі і фактично взяли під свій контроль всю провінцію. Рух Ікко-ікки раз за разом завдавало поразки воїнам клану Асакура з Етідзен, яких послало бакуфу, щоб втихомирити повсталих. Після смерті у 1499 році Ренньо вплив його секти продовжував зростати.